# Gazeta de duminecă (1904–1911)
Gazeta de duminecă a fost un ziar editat de Ioan P. Lazăr în Șimleu Silvaniei, comitatul Sălaj din 3 ianuarie 1904.

## Istorie
Programul gazetei este definit în articolul Cuvântul nostru: “Dușmanul cel mai mare al omenirii în general și apoi al unui popor în special, este lipsa de cultură, neștiința … Gazeta răspândește lumina în popor… Mijlocul de concentrare și de înțelegere, steagul sub care să ne grupăm și noi românii din acest colț de țară, ca astfel să putem da înainte, ce ne-a lipsit până acum cu totul. Pentru a umple acest gol și respectiv această lipsă arzătoare, am decis înființarea foii “Gazeta de Duminică”, organ de publicitate social - economic, cu ajutorul căruia să putem veni în nemijlocita atingere cu poporul și inteligența de la sate.”
Printre publiciști au fost Ion Pop-Reteganul, Emil Isac.